# ロス・グラシアレス

スペガッツィーニ氷河が崩落する様子（2004年）。

ロス・グラシアレス（スペイン語:Los Glaciares）は、アルゼンチンのサンタクルス州に存在する国立公園である。1981年にユネスコの世界遺産に登録された。

## 概要
ロス・グラシアレス国立公園は、アンデス山脈の南端パタゴニアに位置し、氷床としては南極、グリーンランドに次ぐ、地球上で第3位の面積を持つ南パタゴニア氷原および氷河群がある。公園内にはアルヘンティーノ湖、ビエドマ湖、マガジャネス半島などがある。ロス・グラシアレス（Los Glaciares）はスペイン語の「氷河」の複数形で、公園名は「氷河群」といった意味である。
この地域の氷河は、他の地域の氷河よりも温暖な環境にある。しかしそれを補うほどの大量の降雪によって、氷河が形成・維持されている。気温が上がる夏には、ビルほどの高さの氷の塊が轟音と共に一気に湖へと崩れ落ちる様子が見られる。
長い時間圧縮されたことによって空気をほとんど含まなくなった透明な氷は、波長の
一帯のマゼラン亜極樹林には様々な種類のナンキョクブナ属の樹木が生えており、東部のパタゴニア砂漠のステップには亜南極の乾生草本植物が生えている。動物はピューマ、コドコド、ゲマルジカ、コンドル、ダーウィンレアなどが生息している。

## 登録基準
この世界遺産は世界遺産登録基準のうち、以下の条件を満たし、登録された（以下の基準は世界遺産センター公表の登録基準からの翻訳、引用である）。
- (7) ひときわすぐれた自然美及び美的な重要性をもつ最高の自然現象または地域を含むもの。
- (8) 地球の歴史上の主要な段階を示す顕著な見本であるもの。これには生物の記録、地形の発達における重要な地学的進行過程、重要な地形的特性、自然地理的特性などが含まれる。